# 青岛心 (演员)
青岛心（日语：／ Aoshima Kokoro；1999年5月19日—）是出生于静冈县的日本女性模特儿和女演员 。隶属于东宝艺能 。

## 经历
虽然落选2011年举行的“第七届东宝「灰姑娘」甄选”，但却受到经纪公司的关注并加入东宝艺能。
2015年参加“第23届《Pichi檸檬雜誌》专属模特选拔赛”中获得大奖，并开始模特生涯。 虽然《Pichi檸檬雜誌》（学研Plus）于同年12月停刊，但她在同月转投德间书店的《Love Berry》于12月再版。
2017年1月6日开始播出的电视剧《絕狼〈ZERO〉-DRAGON BLOOD-》（东京电视台）中首次担任女主角。
在2017年1月23日的《周刊Playboy》（集英社）刊登中被选为2017年值得关注的8人“美女艺人2017”之一。
自2019年起在AmebaTV（现ABEMA ）工作，2020年起出演电影 。自2021年开始，她也开始扩展工作范围至电视广告和MV  。
在2022年的特摄电视剧《假面骑士GEATS》中饰演女主之一的茲姆莉。

## 人物
- 爱好是看电视剧和棒球，是阪神的球迷[12] 。
- 特技是少林寺拳法（日语：少林寺拳法）[1]。从小学四年级开始学习，拥有黑带的实力[1][13]。在《裏假面騎士》中坦言自己曾是乒乓球部的成员。
- 目标是成为像户田惠梨香那样的女演员[13]。
- 虽然对娱乐圈毫无兴趣，但母亲擅自报名参加试镜。然而，当她入围时，在有很多人想要尝试的情况下，她感到不好意思，决定改变心态，并决定拼尽全力。[14]
- 毕业于静冈县立科学技术高中（日语：静岡県立科学技術高等学校）[15] 。

## 演出作品

### 电视剧
2017年
- 绝狼〈ZERO〉-DRAGON BLOOD- （东京电视台）- 寻海爱丽丝[3]

2020年
- 年下男友 第2集（朝日放送电视台）- 花宫高中放送部成员[16]
- 我們的愛情不正常（日本電視台）- 长谷沙织[16]

2021年
- 文豪少年！~用傑尼斯Jr.解讀名作～ 第10集（WOWOW）[16]
- Unlucky Girl！ 第2集 (日本電視台) - 瞳 [16]

2022年
- Dr. White 第3集（富士电视台）- 护士[16]
- 為了觸摸青野同學，所以我想死（WOWOW）[16]
- 假面騎士GEATS （朝日电视台）- 茲姆莉[9]

2023年
- Dr.Chocolate 第6集（2023年5月27日本，日本電視台）- 葉山えりか

### 网络剧
2019年
- あれほど逃げろといったのに… FILE 6“章鱼烧派对”（ABEMA）[5]

2020年
- 绝对不在场证明（ABEMA） [16]

2021年
- Gundam Build Real 第3集（万代频道）- 石渡沙织[17]

### 电影
2014年
- 魔女宅急便（东映）[16]

2018年
- Afterschool战记（Is.Field）[18]

2020年
- 別對映像研出手！ (东宝) - 社团活动管理局局长

2022年
- 渇いた鉢（Vandalism）- 松村堇[19]
- 假面騎士GEATS×REVICE MOVIE Battle Royale（东映）- 茲姆莉

### 综艺节目
2016年
- 牙狼〈GARO〉金狼感謝祭2016直播（家庭劇場）[20]

2017年
- 初見動畫（东京电视台）

2021年
- 洽利達★(NHK BS1)
  - 坂バカ部誕生！ヒルクライムに挑戦（2021年5月29日）※坂バカ部マネージャー就任。以降、未記載の回でもマネージャーとして準レギュラー出演有り（非常规出演）
  - 自転車女子養成スクール（2021 年 11 月 11 日）*首次与后来的公关委员会成员共同主演
  - 坂バカ部 第3戦 箱根の激坂レースに挑む! （2022年1月8日）
  - 大家集合！大运动会（2022年4月9日）*作为公关委员会前身宣传委员会委员现身
  - 広報委員会 ロングライド初体験 IN 島根（2021年5月14日）※チャリダー★広報委員会に昇格。之后，即使在非上市时间也有作为公关委员会的半定期露面（不定期露面）

### 事件
2016年
- 2016年金狼感謝祭[21]

2017年
- 《绝狼〈ZERO〉-DRAGON BLOOD-》广播纪念活动（新宿LOFT PLUS ONE）[22]
- 静冈市美术馆10周年纪念活动「しずびショートムービー」形象模型[23][24]

### 音樂錄影帶
2020年
- 桑田佳祐 & The Pin Boys「Little Sad Bowler」（2月12日发行）[25]

2021年
- IZUMI SAKI「誓いのうた」（2月17日发行）[8]

### CM
2017年
- AIG保險會社 - #TackleTheRisk[26]

2021年
- 靜岡放送My Home Center[27][28]
- 愛麗思歐雅瑪 -愛麗思的天然水[7]

### 电子游戏
2022年
- 假面騎士大亂鬥 GANBARIZING（日语：仮面ライダーバトル ガンバライジング） (街机)-茲姆莉[29]

## 书籍

### 杂志
2015年
- Pichi檸檬雜誌（日语：ピチレモン）（學研PLUS（日语：Gakken））-独家模特[30]

2016年
- Love Berry（日语：ラブベリー） （德間書店）- 模特儿[31]

### 数码写真
2022年
- 纯洁（10月10日集英社周刊先行写真集） [32]

## 脚注
1. 1 2 3 4 5 6 7  . 宇宙船 (Hobby Japan). 2016-12-29,. vol.155 (（WINTER 2017.冬）): 110-111. ISBN 978-4-7986-1360-4.
2. ↑  INC, SANKEI DIGITAL. . ZAKZAK.   [2021-03-18]. （原始内容存档于2023-05-06） （日语）.
3. 1 2  . 電撃ホビーウェブ. 株式会社KADOKAWA. 2016-12-11  [2017-01-09]. （原始内容存档于2023-05-09）.
4. ↑  . 週プレモバイル. 2017-01-10  [2017-01-10]. （原始内容存档于2021-01-27）.
5. 1 2  ,   [2020-03-23], （原始内容存档于2020-02-25） （日语）
6. ↑  . ザテレビジョン.   [2021-03-22]. （原始内容存档于2023-05-09） （日语）.
7. 1 2  . アイリスオーヤマ.   [2021-03-22]. （原始内容存档于2023-05-11）.
8. 1 2  ,   [2021-03-22], （原始内容存档于2023-05-05） （日语）
9. 1 2  . MANTANWEB (MANTAN). 2022-08-07  [2022-08-12]. （原始内容存档于2023-05-07）.
10. ↑  . マイナビニュース (マイナビ). 2022-08-31  [2022-09-19]. （原始内容存档于2023-04-10）.
11. ↑  . ORICON NEWS (oricon ME). 2022-09-06  [2022-09-19]. （原始内容存档于2022-09-22）.
12. ↑  @kokoro_aoshima. . 2019-12-03  [2022-12-18] –Instagram.
13. 1 2  . SANSPO.COM (産経デジタル). 2017-02-09  [2017-02-09]. （原始内容存档于2023-05-06）.
14. ↑  . 産経ニュース (産経デジタル). 2017-03-05  [2017-03-05]. （原始内容存档于2023-05-09）.
15. ↑  . スポーツ報知. 2023-02-28  [2023-04-16]. （原始内容存档于2023-04-20）.
16. 1 2 3 4 5 6 7 8  . www.toho-ent.co.jp.   [2023-05-04]. （原始内容存档于2023-05-22） （日语）.
17. ↑  . GUNDAM.INFO. 2021-05-31  [2021-06-01]. （原始内容存档于2023-04-09）.
18. ↑  . M-ON! MUSIC NEWS (M-ON! Press). 2017-12-12  [2018-02-01]. （原始内容存档于2018-02-02）.
19. ↑  . PR TIMES (Vandalism). 2022-09-07  [2022-09-19]. （原始内容存档于2022-09-22）.
20. ↑  . GARO PROJECT.   [2022-09-07]. （原始内容存档于2023-05-04）.
21. ↑  . GARO PROJECT.   [2017-01-09]. （原始内容存档于2023-05-04）.
22. ↑  . GARO PROJECT 牙狼 <GARO>最新情報. サイバーエージェント. 2016-12-25  [2017-01-09]. （原始内容存档于2023-05-09）.
23. ↑  . 静岡市美術館.   [2021-03-22]. （原始内容存档于2021-01-21） （日语）.
24. ↑  ,   [2021-03-22], （原始内容存档于2023-05-15） （日语）
25. ↑  KUWATA CAP 2020 公式（kuwatacap） 2020年1月11日投稿 （页面存档备份，存于） Instagram 2020年2月12日閲覧
26. ↑  . AIG損害保険.   [2021-03-22]. （原始内容存档于2021-09-24）.
27. ↑  ,   [2021-03-22], （原始内容存档于2023-05-04） （日语）
28. ↑  ,   [2021-03-22], （原始内容存档于2023-05-04） （日语）
29. ↑  GANBALEGENDS. . Twitter. GANBALEGENDS.   [2023-05-04]. （原始内容存档于2022-09-30） （日语）. 外部链接存在于|title= (帮助)
30. ↑  . ピチレモン. 学研教育出版.   [2017-06-08]. （原始内容存档于2015-09-09）.
31. ↑  . LOVE berry. 徳間書店.   [2017-06-08]. （原始内容存档于2017-02-22）.
32. ↑  ASIN B0BGY2LJG9